# Constanța Burcică
Constanța Burcică, née Pipotă, est une rameuse roumaine née le 15 mars 1971 à Sohatu.

## Biographie
Constanța Burcică participe à l'épreuve de quatre de couple aux Jeux olympiques d'été de 1992 à Barcelone et remporte la médaille d'argent. Lors des Jeux olympiques d'été de 1996 à Atlanta, elle concourt dans l'épreuve de deux de couple poids légers en compagnie de Camelia Macoviciuc, et remporte la médaille d'or. Engagée dans la même épreuve aux Jeux olympiques d'été de 2000 à Sydney et aux Jeux olympiques d'été de 2004 à Athènes, elle est sacrée à deux reprises championne olympique avec Angela Alupei. La Roumaine concourt aussi aux Jeux olympiques d'été de 2008 de Pékin et est médaillée de bronze dans l'épreuve de huit.